# Internationaal Overlegorgaan van Heksenmeesters
Het Internationaal Overlegorgaan van Heksenmeesters (Engels: International Confederation of Wizards) in een organisatie in de Harry Potter-boekenreeks van de Britse schrijfster J.K. Rowling.

## Algemeen
Het Internationaal Overlegorgaan van Heksenmeesters heeft veel verantwoordelijkheden, een belangrijk onderdeel hiervan is het naleven van het Internationale Statuut van Geheimhouding.
De volmacht en de rol van het Internationaal Overlegorgaan van Heksenmeesters is nooit in detail verklaard, het is echter mogelijk dat het een soort magische Verenigde Naties is, bedoeld om alle Ministeries van Toverkunst te verenigen.
Het is bekend dat het orgaan in 1692 bij elkaar is gekomen, in dat jaar zijn namelijk vele belangrijke beslissingen genomen. Het IOH was hoogstwaarschijnlijk ook betrokken bij het aannemen van het Internationale Statuut van Geheimhouding, het statuut wat de geheimhouding van de magische gemeenschap tegenover de dreuzels omvatte.
Alain Proviste, de eerste Opperste Hotemetoot, vormde het Internationaal Overlegorgaan van Heksenmeesters. Veel van de landen die nu de Europese Unie vormen sloten zich aan. Liechtenstein (dat historisch pas in 1719 was gesticht) weigerde echter. Het land werd destijds namelijk geplaagd door een uitzonderlijk bloeddorstige stam bergtrollen. Het plan van het orgaan om een einde te maken aan de jacht op trollen stootte de Liechtensteinse bevolking voor het hoofd.
Het is onbekend in welk jaar het Internationaal Overlegorgaan van Heksenmeesters is opgericht, het moet echter voor of in 1692 zijn gebeurd.
De Britse afdeling van het Internationaal Overlegorgaan van Heksenmeesters valt onder het Departement voor Internationale Magische Samenwerking, gevestigd op het Ministerie van Toverkunst.

## In de boeken
In Harry Potter en de Orde van de Feniks werd bekend dat Albus Perkamentus afgezet was als Opperste Hotemetoot omdat hij aandrong op het openbaar maken van de terugkeer van Heer Voldemort. Aan het eind van het boek werd hij teruggezet in zijn functie. Perkamentus’ dood betekent dat de functie Opperste Hotemetoot vrij is; het is onbekend wie de huidige Hotemetoot is.